# Tibetische Kosmographie

Der Aufbau der Welt nach der tibetischen Astronomie. Die Größen von Sonne und Mond sind nicht maßstabsgerecht dargestellt.

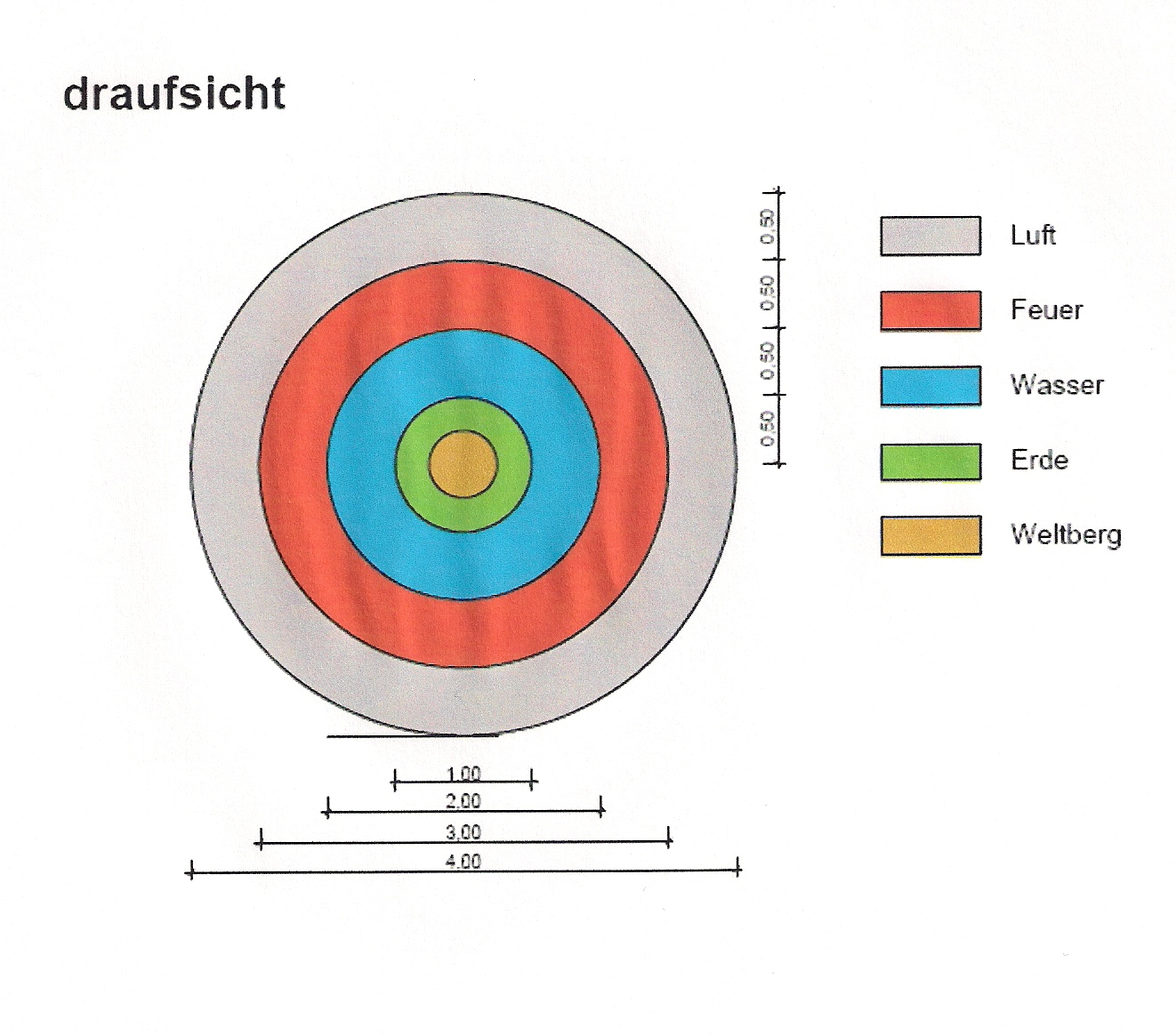
Der Aufbau der Welt nach der tibetischen Astronomie von oben gesehen. Der grüne Kreis kennzeichnet die belebte Welt.

Die tibetische Kosmographie ist eine in Tibet verbreitete Beschreibung des Aufbaus unserer Welt und des Weltalls. Sie gehört zu den Grundlagen der tibetischen Astronomie und beruht auf den Darlegungen im Kālacakratantra.
In den verschiedenen buddhistischen Traditionen Tibets werden weitere, von der Tradition der tibetischen Astronomie (tib.: skar rtsis) im Detail abweichende Weltbeschreibungen überliefert. Eine systematische Erforschung dieser Beschreibungen liegt noch nicht vor.

## Erdaufbau
Unsere Welt, die nach buddhistischen Vorstellungen nur eine unter vielen ist, ruht im Leeren (Shunyata).

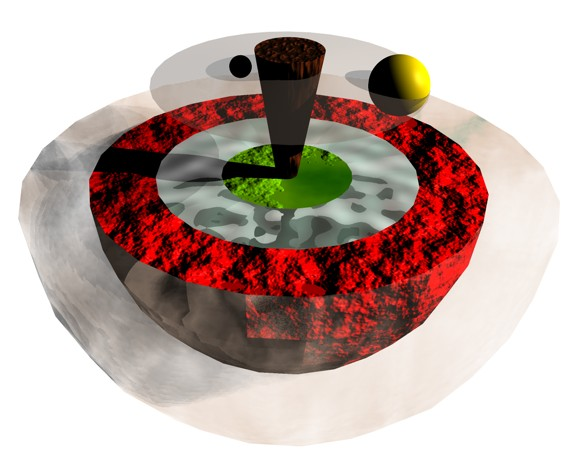
Vereinfachte 3D-Darstellung des tibetischen astronomischen Weltbilds. Die abgeschlossene Region unterhalb des Weltbergs und die als Kopf dargestellte Region über dem Weltberg wurde weggelassen.

Die Erde wird als Halbkugel vorgestellt, deren Radius 200.000 dpag tshad (ca. 2.900.000 km) groß ist. Sie besteht aus vier Kugelschalen, die jeweils 50.000 dpag tshad (ca. 725.000 km) dick sind und materialmäßig aus einem der Elemente Luft, Feuer, Wasser und Erdreich bestehen. Hierbei bildet die Luft die äußere Halbkugel, auf die Feuer, Wasser und der aus Erde bestehende Kern folgen.
Aus der ebenen Schnittfläche dieser Halbkugel ragt inmitten des aus Erde bestehenden Kerns der 100.000 dpag tshad (ca. 1.450.000 km) hohe, runde Weltberg (tib.: ri rab, lhun po) empor. Die Übernahme des indischen Weltbergs Meru besitzt an der Basis einen Durchmesser von 16.000 dpag tshad (ca. 232.000 km) und verbreitert sich zum Gipfel, wo er einen Durchmesser von 50.000 dpag tshad (725.000 km) hat.
Der äußeren Gestalt nach ähnelt der Weltberg fünf ineinander gesetzten Messingschüsseln (tib.: rag sder), so dass fünf Kanten entstehen, die als „Hörner“ oder „Spitzen“ bezeichnet werden und die sich wie der 1000 dpag tshad (ca. 14.500 km) breite Sockel um den Berg herumziehen.
Über dem Weltberg, der von Göttern bewohnt wird, befindet sich eine weitere Götterregion, die 100.000 dpag tshad (ca. 1.450.000 km) hoch ist. Sie wird der Form nach mit einem Kopf verglichen und entsprechend nach Hals (25.000 dpag tshad), Gesicht (50.000 dpag tshad) und Haarknoten (25.000 dpag tshad) aufgeteilt. Unter Einschluss dieses Bereichs beträgt die vertikale Erstreckung 400.000 dpag tshad und ist somit gleich der horizontalen Erstreckung. Jedenfalls ist damit dieser Bereich des Weltgebäudes eine Vollkugel.

## Die Sonnenbahn

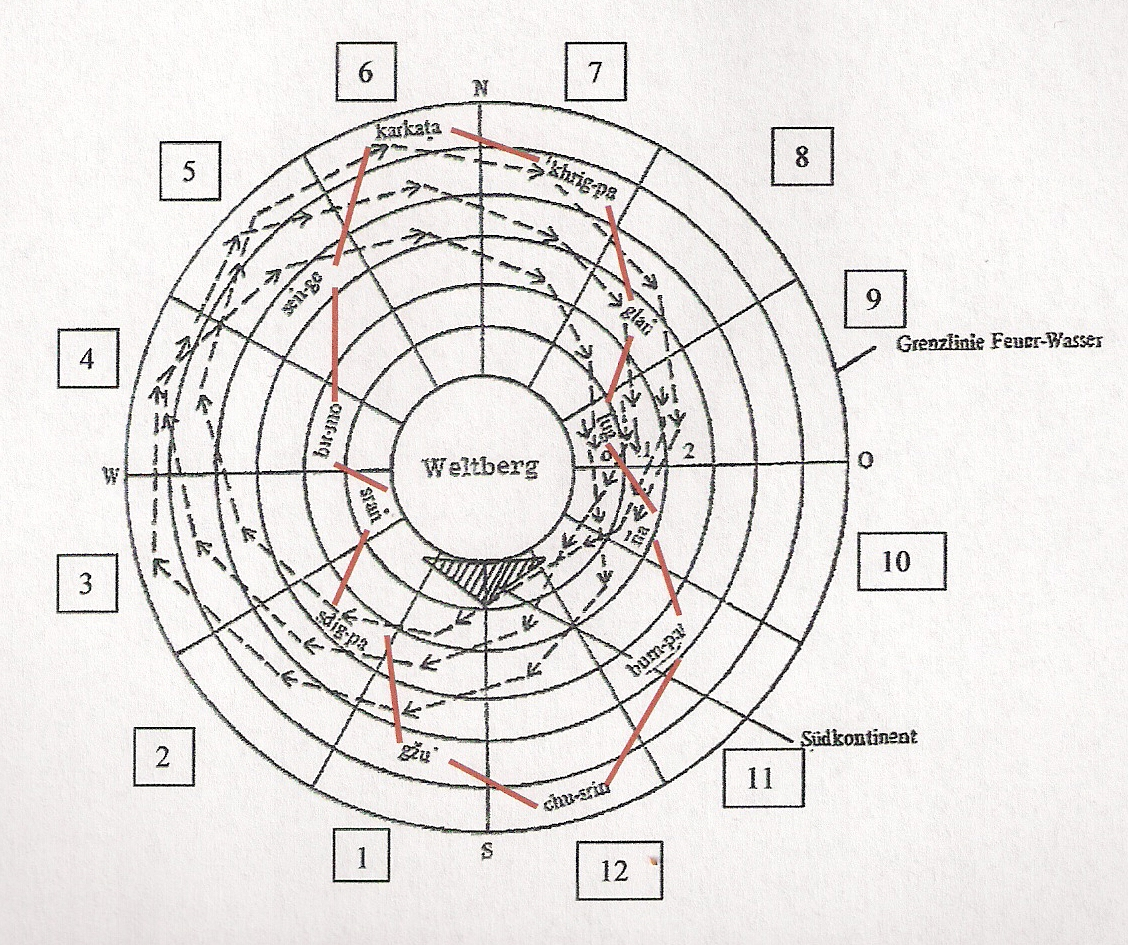
Schematische Darstellung (gestrichelt, schwarz) der geometrischen Orte der Sonne für drei Tagesumläufe nach dem Vaiḍūrya dkar po (1685): Die Darstellung bezieht sich auf die folgenden ekliptikalen Position der Sonne: Sonne in Widder (lug), Sonne in Stier (glang) und Sonne in Zwillinge (’khrig pa). Die verzeichneten Positionen der Tierkreiszeichen ergeben ein sehr eigentümliches Modell der Struktur der Ekliptik (hier rot eingezeichnet).

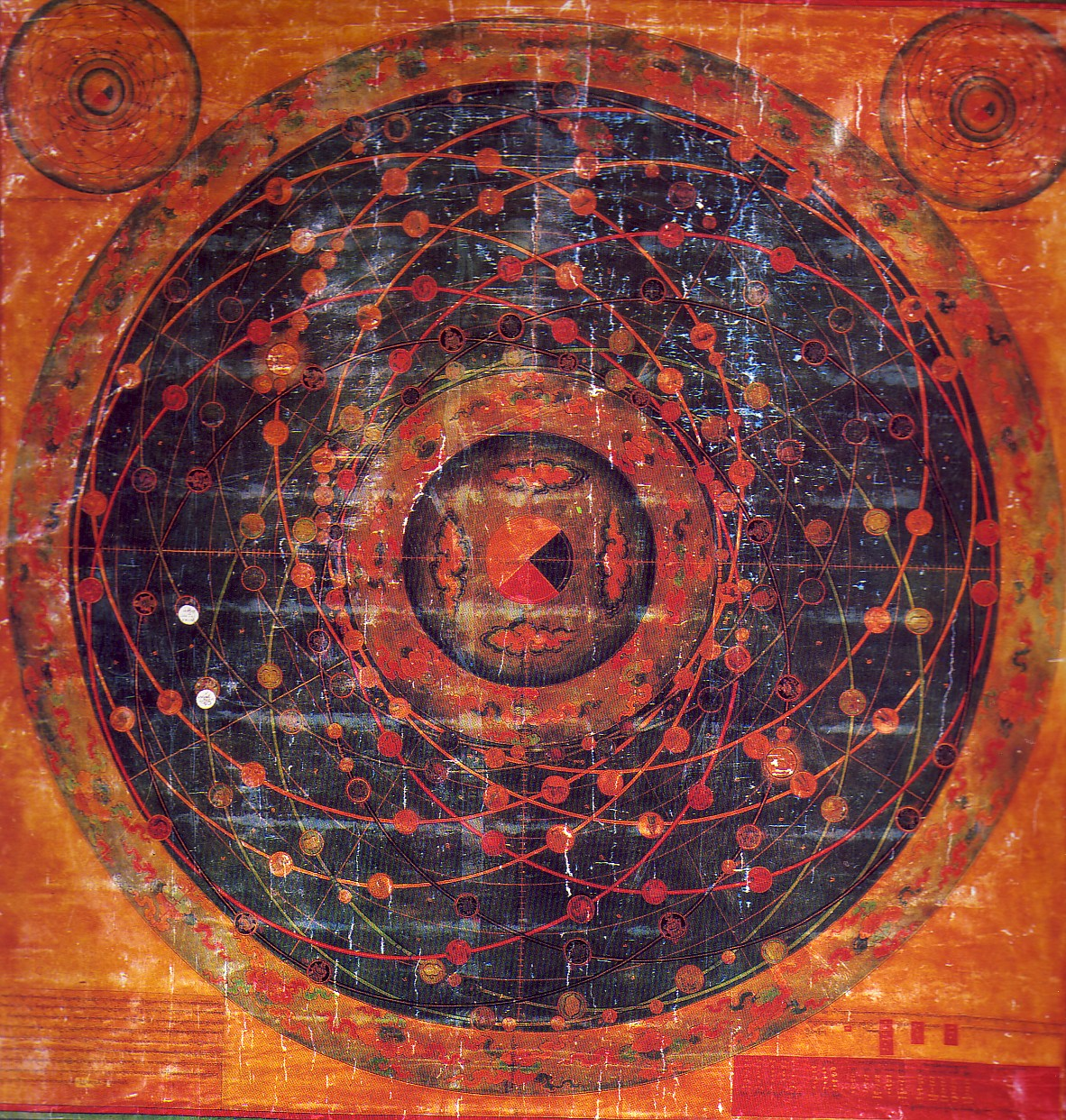
Tagbögen der Sonne für alle 12 Tierkreiszeichen nach einem tibetischen Wandbild.

Für einen Beobachter auf der Nordhalbkugel der Erde ist offenkundig, dass die täglichen Höchststände der Sonne im Zeitraum Sommer bis Winter abnehmen und im Zeitraum Winter bis Sommer zunehmen.
Die tibetische Astronomie trägt diesem Umstand dadurch Rechnung, dass sie zwischen einer Nordbewegung (tib.: byang ’gros) und einer Südbewegung (tib.: lho ’gros) der Sonne unterscheidet. Die Zeitpunkte der Änderungen dieser beiden Bewegungsarten werden als Sonnenwenden (tib.: nyi ldog) bezeichnet. Der Nord- und Südbewegung der Sonne entspricht eine Veränderung der Längen von Tag und Nacht. Während der Nordbewegung der Sonne nimmt die Länge der lichten Tage zu, bis sie zum Zeitpunkt der Sommersonnenwende ihr Maximum erreicht. Mit der Südbewegung geht eine Vergrößerung der zeitlichen Länge der Nächte einher, die zum Zeitpunkt der Wintersonnenwende ihr Maximum erreicht. Von besonderem Interesse für die tibetische Astronomie waren die Zeitpunkt der Tag-und-Nacht-Gleiche (tib.: nyin mtshan mnyam pa) im Frühling und Herbst.
Das Kālacakratantra berücksichtigt dieses Phänomen dadurch, dass es im Rahmen der Beschreibung des Weltaufbaues für die Höchst- und Tiefststände der Sonne konkrete Zahlenwerte angibt. Zur Zeit der Sommersonnenwende steht die Sonne nahe am Weltberg und besitzt eine Höhe von 86.000 dpag tshad (ca. 1.247.000 km) über der Erdoberfläche. Im Winter steht die Sonne direkt über der Grenzlinie von Wasser und Feuer und hat eine Höhe von 75.000 dpag tshad (ca. 1.087.500 km). Die Höhe zur Zeit der Tag-und-Nacht-Gleiche wird mit 80.500 dpag tshad (ca. 1.167.250 km) angegeben.
Die Frage, wie bei diesem Weltmodell die tägliche Bahn der Sonne um den Weltberg verläuft, beschäftigte die tibetischen Astronomen intensiv. Grundlage für diese Beschreibung der Sonnenbahn war wiederum das Kālacakratantra, welches eine geodätische Aufteilung der Erdoberfläche beschreibt, nach der der Erdoberfläche in zwölf gleich große Sektoren (tib.: dum bu) eingeteilt wird.
Tatsächlich entsprechen diese Sektoren der Projektion von senkrecht zum Himmelsäquator verlaufenden Großkreisen auf die Erdoberfläche und bilden damit zusammen mit sechs konzentrischen Kreisringen, die um den Weltberg verlaufen, ein Koordinatensystem zur Beschreibung des wahren Sonnenortes zu einem beliebigen Zeitpunkt.
Das Kālacakratantra zählt den Sektor, in dem sich der Südkontinent befindet, mit der Nummer 1 und führt die Nummerierung der übrigen Sektoren im Uhrzeigersinn fort. Zusätzlich weist das Kālacakratantra ausdrücklich darauf hin, dass die Länge des Tages in dem Sektor mit der Nummer n gleich der Länge der Nacht im Sektor n+6 ist.
Die tibetischen Astronomen schlossen daraus konsequenterweise, dass sich somit für die verschiedenen Sektoren verschiedene Jahreszeiten ergeben müssen. Anders gesprochen bedeutet dies, dass wenn z. B. im 1. Sektor die Sommersonnenwende stattfindet, sich im 7. Sektor eine Wintersonnenwende ergibt. Im Ergebnis folgt hieraus eine Variation der Jahreszeiten nach der geographischen Länge, also in der Ost-West-Erstreckung.
Dies entspricht nicht den Gegebenheiten in der Wirklichkeit, was aber von den tibetischen Astronomen nie überprüft wurde. Die tibetischen Astronomen entwickelten verschiedene Methoden, um den Verlauf der täglichen Sonnenbahn zu konstruieren. Eine dieser Konstruktionen wird im Vaiḍūrya dkar po erläutert. Dabei steht die Beschreibung der Tagesumläufe der Tierkreiszeichen im Vordergrund. Erreicht die Sonne durch ihre Eigenbewegung gegen den Uhrzeigersinn und ihre Nord–Süd-Bewegung eines der zwölf Tierkreiszeichen, folgt sie dessen täglichem Umlauf.
Besonders eindrucksvoll sind überlieferte Darstellungen der verschiedenen Tagbögen der Sonne auf tibetischen Wandbildern.

## Fixsterne und Planeten
Während sich die Fixsterne über die ganze Himmelshalbkugel verteilen, die sich im Uhrzeigersinn angetrieben durch einen Treibwind einmal pro Tag um den Weltberg dreht, besitzen Sonne, Mond und Planeten zusätzlich eine Eigenbewegung (tib.: rang 'gros), die bewirkt, dass sich diese Himmelskörper mit unterschiedlicher Geschwindigkeit zusätzlich gegen den Uhrzeigersinn um den Weltberg bewegen.
Die Bahn, auf der sich alle diese im Vergleich zum Fixsternhimmel beweglichen Himmelskörper bewegen, ist die Ekliptik, das ist die Projektion der scheinbaren Bahn der Sonne im Verlauf eines Jahres auf die Himmelskugel. Die Ekliptik wird aufgeteilt in die zwölf tibetischen Tierkreiszeichen (tib.: khyim) und die 27 tibetischen Mondhäuser (tib.: rgyu skar), die insofern für die rechnende Astronomie die Bedeutung von Winkelmaßen haben.
Daneben haben die Tierkreiszeichen in Hinblick auf die Zeiten ihres Aufgangs am östlichen Horizont (tib.: dus sbyor) eine astrologische Relevanz und werden mit Symbolen dargestellt. Die astrologische Bedeutung der Mondhäuser ergibt sich daraus, dass sie als bestimmbare Sternkonstellationen mit bestimmten Göttern identifiziert werden. Letzteres gilt auch für die beweglichen Himmelskörper, also Sonne, Mond, die fünf Planeten, die Mondbahnknoten und den Enckeschen Kometen.
Sonne, Mond, die fünf Planeten Merkur, Venus, Mars, Jupiter, Saturn, die Mondbahnknoten Rahu und Ketu sowie der Enckesche Komet zählen in Tibet zu den Himmelskörpern (tib.: gza’ bcu, „zehn Planeten“), deren Bewegung gegenüber dem Fixsternhimmel durch mathematische Berechnungen erfasst wurden. Auch diese Himmelsphänomene zählten zu den göttlichen Wesen und wurden teilweise deshalb auch entsprechend bildlich dargestellt.

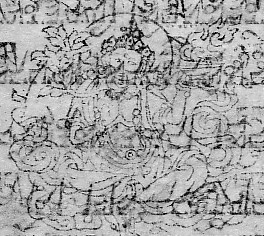
nyi ma Sonne
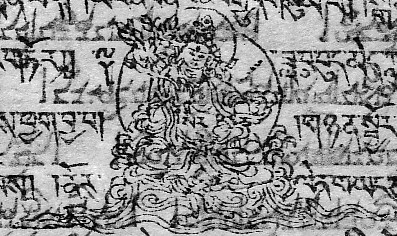
zla ba Mond
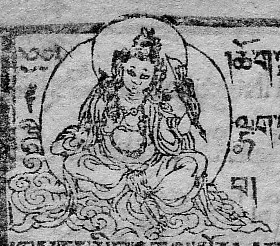
lhag pa Merkur
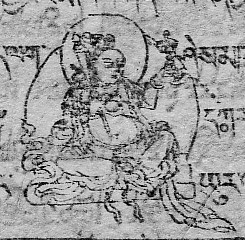
pa sangs Venus
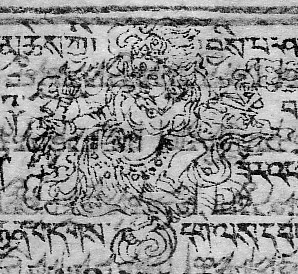
mig dmar Mars
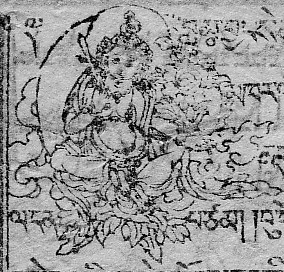
phur bu Jupiter
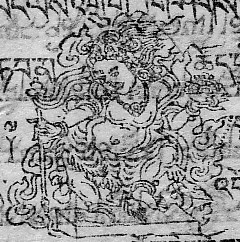
spen pa Saturn
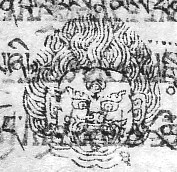
sgra gcan Mondbahnknoten Rahu
mjug ma Mondbahnknoten Ketu (Ohne Abb.)
du ba mjug ring Enckescher Komet (Ohne Abb.)

## Geographie der Erdoberfläche
Unter Erdoberfläche wird in Tibet der Bereich der Schnittfläche der oben beschriebenen Halbkugel verstanden, der vom Sockel des Weltberges bin zum Ende des Bereichs des Feuers reicht. Um den Weltberg gruppieren sich sieben Kontinente (tib.: gling bdun), das sind als konzentrische Ringe angeordnete sieben Länder, sieben Ozeane und sieben Ringgebirge. Die ersten sechs dieser „Kontinente“ liegen unter dem Weltberg und sind dadurch, dass das sechste Ringgebirge bis zur 5. ringförmigen, spitzenartigen Ausbuchtung des Weltberges hinaufreicht, so von der übrigen Außenwelt abgeschlossen, dass in ihnen weder die Sterne, noch die Sonne oder die übrigen Planeten sichtbar sind. Es herrscht dort ewige Dunkelheit.
Liste der sechs Länder, Ozeane und Gebirge (von innen nach außen):
| Land                | Übersetzung                                                     | Ozean                    | Übersetzung       | Bergkette     | Übersetzung                     |
| ------------------- | --------------------------------------------------------------- | ------------------------ | ----------------- | ------------- | ------------------------------- |
| zla ba gling        | Mond-Kontinent                                                  | sbrang rtsi’i rgya mtsho | Honig-Ozean       | mandara ri    | Massiger Berg                   |
| ’od dkar gling      | Weißer Glanz-Kontinent                                          | mar gyi rgya mtsho       | Butter-Ozean      | ’od sngon ri  | Berg des blauen Glanzes         |
| kusha gling         | Gras-Kontinent                                                  | zho’i rgya mtsho         | Joghurt-Ozean     | nishaṭṭa ri   | Nishaṭṭa-Berg                   |
| mi ’am ci gling     | Kontinent der Kinnara (Wesen mit Pferdekopf und Menschenkörper) | ’o ma’i rgya mtsho       | Milch-Ozean       | nor bu ’od ri | Berg des Glanzes der Edelsteine |
| khrung khrung gling | Kranich-Kontinent                                               | chu’i rgya mtsho         | Süßwasser-Ozean   | droṇa ri      | Trog-Berg                       |
| drag po gling       | Kontinent der Zornigen                                          | chang gi rgya mtsho      | Rauschtrank-Ozean | bsil ri       | Kälte-Berg                      |

Der siebte Kontinent beginnt mit einem 25.000 dpag tshad (ca. 362.500 km) breiten Ring, welcher als Großer Rosenapfel-Kontinent (tib.: ’dzam bu gling chen po) oder als Region der karma bezeichnet wird und bezeichnet den Teil der Welt, in dem Menschen und Tiere leben.
In diesem Bereich befindet sich südlich des Weltberges ein so genannter kleiner Kontinent, der die Form eines Dreiecks hat und der Kleiner Rosenapfel-Kontinent (tib.: ’dzam bu gling chung ba) genannt wird. Eine Seite dieses dreieckigen Kontinents grenzt an den Kälte-Berg während die Spitze nach Süden ragt und 12.500 dpag tshad (ca. 181.250 km) vom Kälte-Berg entfernt ist.
In diesem kleinen Rosenapfel-Kontinent befinden sich von Norden nach Süden sechs Länder, nämlich Schneeland (tib.: gangs ldan), Shambhala, China (tib.: rgya nag), Khotan (tib.: li yul), Tibet (tib.: bod) und Indien (tib.: 'phags yul).
Der siebte Ozean (tib.: rgya mtsho bdun pa), auch als Salzozean (tib.: lan tshva’i mtsho) bezeichnet, wird mit der Schnittfläche der aus Wasser bestehenden Halbkugelschale gleichgesetzt. Die siebte Bergkette, Vajra-Berg (tib.: rdo rje’i ri) wird in dem Bereich der aus Feuer bestehenden Erdschale lokalisiert.
In dem Bereich des großen Rosenapfel-Kontinents befinden sich im Westen, Norden und Osten des Weltberges weitere so genannte kleine Kontinente, von denen der westliche Kontinent die Gestalt eines Vierecks, der Nördliche kreisförmig ist und der östliche die Gestalt eines Halbkreises hat.

## Die Welt als Lebensraum von Göttern, Menschen, Tieren, Geistern und Höllenbewohnern
Eingangs wurde beschrieben, dass nach dem tibetischen Weltbild die Mondhäuser und Planeten als Götter die belebte Welt umkreisen.
Über dem Weltberg befindet sich eine Region, die die Gestalt des Kopfes eines Menschen hat und die von Göttern bewohnt wird.
Generell werden die Lebewesen dieser Welt in 31 Arten von Wesen unterteilt, die in drei Klassen nach Daseinsformen (tib.: srid pa) unterteilt werden.
Die erste Klasse umfasst die Götter, die durch Gestaltlosigkeit (tib.: gzugs med) charakterisiert sind. Sie teilt sich wiederum in vier Gruppen auf. Die zweite Klasse umfasst Götter, die im Bereich des Gestalthaften (tib.: gzugs khams) leben. Sie umfasst 16 Götterarten. Diese zwanzig Gruppen von Göttern leben in 20 vertikal angeordneten Daseinsbereichen, die vom Haarschopf bis zum Hals des Kopfes über dem Weltberg reichen.
Die dritte Klasse von Lebewesen wird als solche charakterisiert, die Begierden (tib.: ’dod pa) haben und die 11 Gruppen umfassen. Zu dieser Klasse zählen zunächst sechs Gruppen von Begierden haben Götter (tib.: ’dod pa’i lha). Vier von diesen Götterarten sind vier vertikal im Hals befindliche Bereiche zugeordnet. Die fünfte dieser Götterarten lebt auf dem Weltberg, während die sechste im Weltberg beheimatet ist.
Die restlichen Begierden haben Wesen umfassen insbesondere die Menschen, Tiere, Schlangengeister (tib.: klu), Titanen (tib.: lha ma yin).
Die obere Hälfte des aus Erde bestehenden Kerns dieser Welt teilt sich in zwei Teile, die von den Titanen und Schlangengeistern bevölkert werden. Darunter erstrecken sich 7 Bereiche der Hölle.

## Weitere tibetische Konzepte des Weltaufbaus

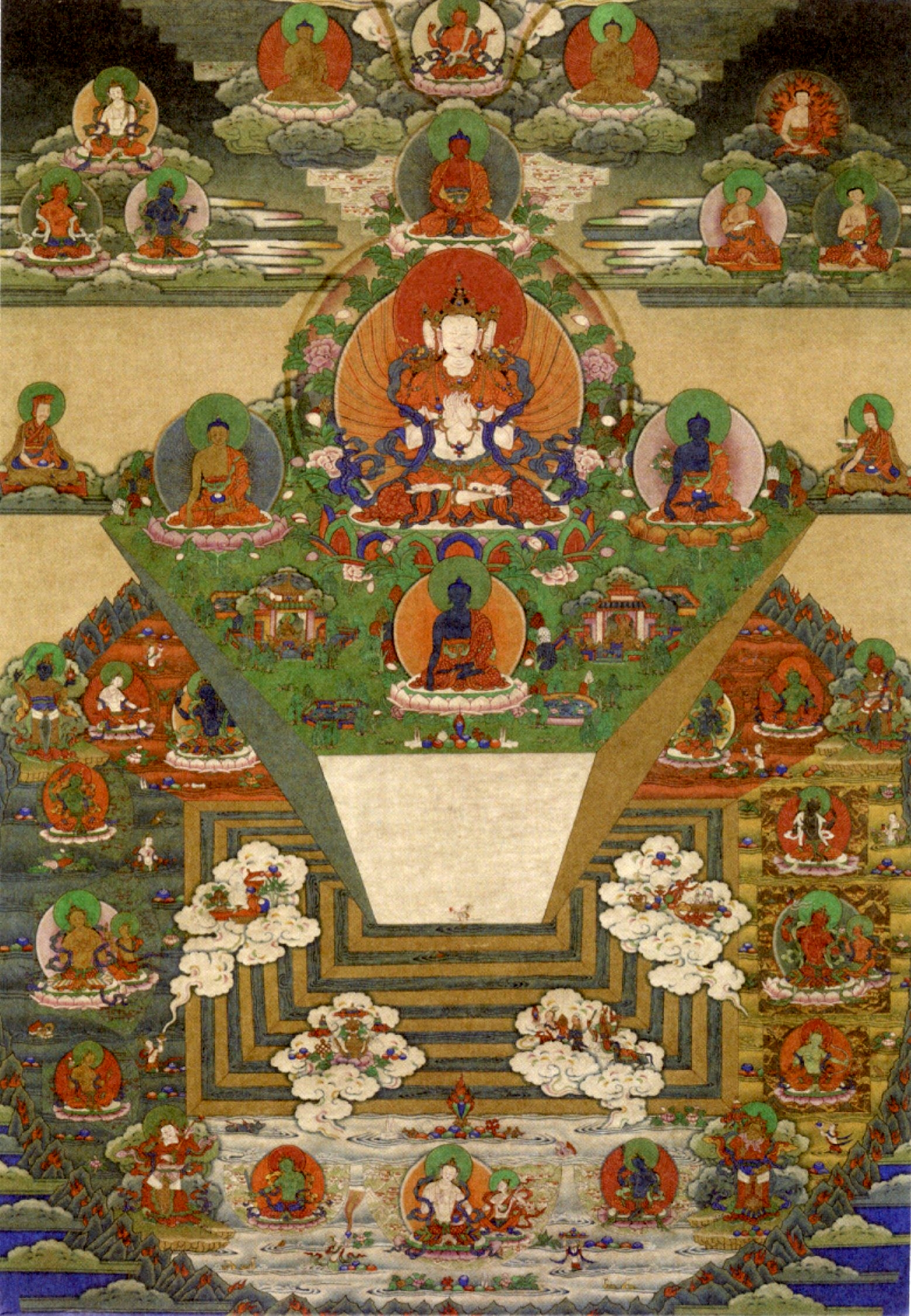
Aufbau der Welt nach einem bhutanesischen Rollbild.

Die hier beschriebene Struktur des Weltaufbaus ist charakteristisch für die Lehren des Kālacakratantra und der in dieser Tradition stehenden tibetischen Astronomie. Gleichwohl finden sich in der Masse der überlieferten tibetischen buddhistischen Literatur weitere Beschreibungen des Weltaufbaus, die im Detail von der Tradition des Kālacakratantra abweichen. Systematische Untersuchungen hierzu liegen nicht vor. Als Beispiel sei hier ein Rollbild aus Bhutan vorgestellt, in dem der Weltberg in der Form eines Hexagramms und die Ringkontinente als Vierecke dargestellt werden.